# Haunting Ground
Haunting Ground, conosciuto in Giappone come Demento (デメント?, Demento), è un videogioco survival horror sviluppato da Capcom Production Studio 1 e pubblicato da Capcom esclusivamente per la PlayStation 2 nel 2005. È stato originariamente progettato per essere parte della serie Clock Tower, ma il progetto è stato annullato per lo sviluppo molto precoce. Il videogioco condivide molte somiglianze con Clock Tower 3, e la meccanica di gioco consiste sempre in un survival horror nel quale il giocatore è chiamato a seminare il suo inseguitore e gestire il livello panico del personaggio da esso controllato, con la sola differenza che parte integrante del gioco è l'interazione del personaggio con un cane sotto il suo comando. Le principali tematiche del gioco riguardano le antiche credenze sulla scienza magica dell'alchimia.

## Trama
L'ambientazione della storia evoca fortemente l'Italia settentrionale e la Svizzera. La protagonista, Fiona Belli, una diciottenne appena entrata al college, viene coinvolta in un incidente automobilistico mentre fa visita ai suoi genitori. Quando riprende conoscenza, si ritrova sola e confusa in una gabbia nei sotterranei di un misterioso castello. Liberatasi dalla gabbia, si imbatte in un cane pastore bianco, dal quale cade un collare su cui è inciso il nome "Hewie". Quest'ultimo la accompagnerà lungo il percorso.
I primi abitanti del castello nei quali Fiona si imbatte sono Daniella, la domestica, e Debilitas, un inserviente grande e grosso ma mentalmente debilitato, che scambia la ragazza per una delle sue bambole e cerca più volte di acchiapparla. Da messaggi firmati da un misterioso Lorenzo, che apparentemente la vuole aiutare, Fiona apprende che per fuggire dal castello le occorre un'asta da andare a recuperare in una cappella. Ivi la intercetta anche Debilitas, che viene qui sconfitto per l'ultima volta da Fiona con l'aiuto di Hewie.
Nel frattempo Fiona apprende che i suoi genitori sono morti nell'incidente e che il castello appartiene alla famiglia Belli, della quale lei è l'ultima discendente. I suoi avi si dedicavano qui all'alchimia, in particolare alla ricerca di un elemento di nome Azoth, col quale ottenere l'immortalità. Fiona intanto viene raggiunta dalla domestica Daniella, la quale inizialmente aveva mostrato un atteggiamento benevolo verso di lei, ora invece la droga e poi tenta di sventrarla con una lunga scheggia di vetro. La donna sembra invidiosa dei sensi di Fiona e soprattutto della sua capacità di "provare piacere" e "dare la vita". Braccata invano la ragazza, Daniella finisce trafitta a morte dai pezzi di una cupola di vetro, che viene infranta con un meccanismo proprio ad opera di Fiona.
Il terzo nemico che cerca di sbarrare la via di fuga a Fiona è il custode, un uomo incappucciato di nome Riccardo. Quando mostra il suo volto, esso si rivela molto simile a quello di Ugo, il padre di Fiona. Egli stesso spiegherà alla protagonista, che lui e Ugo erano dei cloni generati artificialmente nel corso degli esperimenti al castello per ottenere l'Azoth, ma Ugo un giorno scappò per amore verso una donna, che poi sposò e dalla quale ebbe una figlia (Fiona), Riccardo quindi provocò l'incidente d'auto ove all'inizio del gioco sono morti i genitori di Fiona, per vendicarsi dell'abbandono di Ugo e per mettere le mani sulla ragazza. Ella infatti porta in sé l'Azoth e Riccardo pianifica di sfruttare il suo utero per rinascere e quindi ottenere l'immortalità. Riccardo imprigiona Fiona, ma lei riesce a evadere grazie ad un messaggio del misterioso Lorenzo e all'aiuto di Hewie. Raggiunta la ragazza in cima ad un serbatoio a torre, Riccardo viene attaccato da Hewie e precipita oltre la ringhiera.
In una struttura denominata Casa delle Verità Fiona si ritrova infine a fronteggiare Lorenzo, il padrone del castello, i cui messaggi l'hanno guidata fin lì. Questi, un uomo molto vecchio costretto in una sedia a rotelle, è discendente dell'alchimista Aureolus Belli, nonché creatore dei cloni Ugo e Riccardo. Anche lui ha l'ossessione di diventare immortale grazie all'Azoth, che ritiene trovarsi nel corpo di Fiona, e l'aiuto prestato alla ragazza fino a quel momento era tutto finalizzato ad attirarla a sé. Lorenzo aveva compreso fin da subito che Riccardo voleva tradirlo per impossessarsi dell'Azoth racchiuso dentro Fiona e fece in modo di allontanarla da lui osservandola di nascosto da vari passaggi segreti. Il vecchio, nonostante le sue condizioni, si precipita giù dalla carrozzella e insegue Fiona, strisciando sulle proprie braccia, ma la protagonista riesce ad intrappolarlo su un nastro trasportatore di una piccola miniera, che fa finire Lorenzo in un meccanismo che tritura i massi. Ma poco dopo l'uomo riappare, essendo riuscito ad impadronirsi dell'Azoth del defunto Riccardo, dopo che questi morì cadendo dalla torre e si getta ancora all'inseguimento di Fiona, fino a condurla in una sorta di laboratorio che sovrasta un pozzo di lava. L'area è instabile, quindi Fiona, cogliendo il momento propizio, sfrutta i getti di aria circostante per far precipitare Lorenzo nella lava, dalla quale emergerà un'ultima volta come scheletro fiammeggiante, che inseguirà Fiona fino all'uscita del castello, ove si sbriciolerà. Infine Fiona e il cane Hewie abbandonano il castello, che alle loro spalle crolla.

### Finali
L'epilogo della vicenda può concludersi in quattro modi differenti. I primi tre finali variano a seconda se il giocatore, al momento di affrontare per l'ultima volta Debilitas, sceglie se farlo morire o no. Il quarto dipende da come Fiona si comporta con Hewie.
- Fortes Fortuna Adjuvat

Sfuggita a Lorenzo, Fiona si ritrova all'entrata principale del castello, afferra in fretta e furia le chiavi principali poi, osservando Hewie, si calma e fa girare la chiave nella serratura. Se Debilitas è stato precedentemente risparmiato, egli con un muto cenno cortese la saluta e prende a svolgere le sue mansioni di giardinaggio. Fiona si volta, apre il cancello, ed insieme a Hewie scappa dal castello. Questo è considerato il finale migliore e quello che si collega di più alla storia.
- Igni Aurum Probat

Anche qui, Fiona fugge con Hewie dal castello, ma, essendo Debilitas rimasto ucciso, non appare.
- Dona nobis Pacem

Questo finale conclude anticipatamente la partita. Dopo l'ultimo scontro con Debilitas, se gli si risparmia la vita, Fiona ha la possibilità di entrare nella sua baracca, ove l'uomo le dona una chiave. Fiona può quindi accedere ad un ripostiglio, ove si trova un duplicato delle chiavi del cancello principale. La protagonista a questo punto fugge dal castello con Hewie, senza dover affrontare il resto del percorso e i relativi ostacoli, con Lorenzo che dall'alto osserva la scena e impotente supplica la ragazza di restare.
- Tu fui, Ego eris

Anche questo finale conclude anticipatamente la partita. Nel caso Fiona dovesse maltrattare Hewie e abbandonarlo al suo destino nel bosco, il cane non la aiuterà a sfuggire a Riccardo, il quale quindi la cattura e mette in atto i suoi piani per "rinascere". Le immagini seguenti mostrano la protagonista in preda al delirio e in avanzato stato di gravidanza. Finale inconforme alla trama, in quanto Fiona, più di una volta nel corso del gioco, mostra il suo profondo affetto per Hewie, facendo affermazioni disprezzanti su chi maltratta gli animali.

## Modalità di gioco
Nella modalità "Stanza Segreta", oltre ad essere disponibili diverse gallerie grafiche, musicali e modelli 3D, vi è anche un minigioco nel quale il giocatore controlla Hewie, il cui compito è condurre Fiona presso una meta, evitando che quest'ultima venga attaccata dai suoi inseguitori.

## Stanza Alchemica
In più di un'occasione, nella magione, saranno presenti dei Fori circolari sulle pareti. Scegliendo di entrarci Fiona si ritroverà in una piccola stanza con delle vecchie pergamene e un distillatore alchemico, dove è possibile mettervi i medaglioni alchemici per creare vari oggetti. Questa stanza è la sola Zona Sicura di tutto il gioco. Infatti, i nemici qui non possono entrarvi e la stanza permette a Fiona di recuperare gradualmente le forze se è stremata.

## Personaggi
Fiona Belli
Fiona è la protagonista del gioco, una ragazza di diciotto anni che ha appena terminato il liceo, ed è in attesa di cominciare l'università. Durante un tragitto in auto insieme ai suoi genitori però, questi subiscono un incidente automobilistico, e al suo risveglio la ragazza si ritrova rinchiusa in un castello. Fiona è una ragazza dolce e gentile; nonostante la sua fragile apparenza è di indole forte e dimostra spesso di essere intelligente. Prova sdegno quando trova Hewie legato a un albero col rischio di soffocare: liberato il pastore albino, tra i due si instaura un legame indissolubile che non li farà più separare, consapevoli che solo insieme potranno sopravvivere e uscire dalla magione.
Hewie
È un cane da pastore bianco maschio di quattro anni. In principio è un cane da guardia della tenuta, ma i continui maltrattamenti subìti dagli abitanti lo rendono aggressivo e diffidente, e si dimostra innocuo soltanto con Fiona, dopo che quest'ultima lo libera dalla sua prigionia. Salva poi la ragazza da un'aggressione di Debilitas, facendolo scappare. Le capacità principali di Hewie sono quelle di fiutare tracce precluse a Fiona, e talvolta di aiutarla nella risoluzione degli enigmi e di avvertirla quando un nemico si avvicina. Nella modalità difficile i commenti nel diario saranno citati da Hewie il quale si lega molto a Fiona e gli starà vicino per proteggerla. Da alcune note rinvenute sul diario di Riccardo, Hewie durante un esperimento alchemico è riuscito a scappare derubando Riccardo delle Divinpietra: oggetto alchemico necessario per i suoi esperimenti, facendolo andare su tutte le furie. Ciò conferma che Hewie ha causato molti problemi nella magione prima che venisse catturato e trovato da Fiona.
Debilitas
È un uomo deforme, dalla stazza imponente, che svolge il ruolo di tuttofare nel castello. Essendo affetto da una sorta di autismo, Debilitas ha scarse capacità cognitive, e quando incrocia per la prima volta Fiona la confonde con una sorta di grossa bambola e decide di inseguirla senza sosta. Si può sentire nella sua pronuncia quando individua Fiona: "My Doll" (Mia bambola). In realtà, Debilitas è un omuncolo, ovvero un umanoide creato con l'alchimia. È stato creato da Riccardo utilizzando come base la placenta di un cane. Essendo uno dei primi esperimenti di Riccardo, si rivelò una creazione fallace. Tuttavia, Debilitas si rende utile per svolgere varie mansioni. Benché sia il primo nemico che insegue Fiona, Debilitas non è da considerarsi cattivo, ma solo un grosso gigante con la mente di un bambino. È infatti l'unico boss a cui viene data la scelta se ucciderlo o limitarsi a fermarlo. Se nello scontro decisivo si evita di ucciderlo facendogli cadere il lampadario in testa, Fiona comprende di averlo mal giudicato. Debilitas capisce infine che Fiona non è una bambola ma una buona persona. Chiedendole perdono per averla inseguita e spaventata, le donerà la chiave del portone principale del castello permettendo alla ragazza di scappare.
Daniella
Una donna che ricopre il ruolo di domestica nel castello. Probabilmente anch'essa un omuncolo. Sembrano infatti esserci altre Danielle sparse per la magione, ad occuparsi delle faccende domestiche. Daniella è una figura molto enigmatica: ha un aspetto alquanto surreale (presenta una pelle biancastra e i capelli viola) e il suo comportamento muta di continuo, alternando momenti di totale assenza di enfasi a violenti ascessi d'ira. Inoltre, manifesta una violenta forma di Eisoptrofobia, la paura ossessiva degli specchi, e non può provare emozioni come piacere o dolore. Tali capacità, che Daniella riscontra in Fiona, fanno sì che la donna inizi a nutrire una violenta ossessione per la ragazza. Benché dovesse all'inizio ubbidire a Riccardo, sembra invece ricevere ordini superiori da Lorenzo.
Riccardo Belli
Riccardo è il custode del castello ed è un alchimista. È il fratello di Ugo, padre di Fiona, e di conseguenza è lo zio di quest'ultima. È un uomo di mezza età, dal viso sfregiato, che appare sporadicamente per comunicare con Fiona. Riccardo è in realtà un omuncolo creato da Lorenzo con le stesse caratteristiche di Ugo, come suo servo e sottoposto per continuare le sue ricerche per ottenere l'immortalità. Ma che si rivela tuttavia molto più ostile e che presenta una rete di cicatrici in tutto il volto. Lorenzo lo definisce a differenza di Ugo "La mela marcia". La presenza delle cicatrici in tutto il suo volto può indicare che Riccardo è stato creato usando il Metodo Secco per avere l'Azoth. Lorenzo afferma che a differenza di Ugo, Riccardo era incompleto. Anche Riccardo dimostra subito un interesse morboso nei confronti di Fiona, dato che lei possiede l'Azoth, indispensabile all'uomo per rigenerare il proprio corpo per rendersi immortale. I commenti nel diario di Hewie, rivelano che Riccardo emana una puzza pungente che infastidisce il naso di Hewie.
Lorenzo Aureolus Belli
Lorenzo è un vecchio paraplegico che sembra voler aiutare Fiona a fuggire, dando indizi alla ragazza per dei passaggi segreti del castello nascosti a Riccardo. Egli è il discendente di Aureolus Belli nella 13 ° generazione, e come il suo antenato è un alchimista. La sua età resta sconosciuta. Sembra che riesca a rimanere in vita con un elisir grezzo prodotto dalle mandragole. Dopo la morte di Riccardo si impossessa del suo Azoth tornando così giovane. Mostra inizialmente la sua mezza età il quale si rivela uguale ad Ugo e Riccardo per poi ringiovanire ulteriormente, ad un'età vicina a quella di Fiona, ma non è comunque definitivamente immortale. Si scopre infine che Lorenzo aiutava Fiona, solo per impossessarsene per avere il suo Azoth ottenendo così l'immortalità completa. Ha iniziato a spiare di nascosto Fiona dal primo momento del suo risveglio nella magione.
Ugo Belli
Ugo è il padre di Fiona, che rimane ucciso nell'incidente automobilistico. Ugo era un clone insieme a Riccardo, creato da Lorenzo, il quale gli donò l'Azoth al fine di persuaderlo a continuare la ricerca iniziata da Aureolus Belli. Tuttavia, Ugo scelse di vivere una vita normale, lasciò Castel Belli e sposò Ayla, con grande delusione di Lorenzo. La ricerca viene proseguita dal fratello Riccardo, che intercetta i coniugi e li uccide, tenendo in vita Fiona per i suoi scopi. Si sostiene che Ugo fosse stato un insegnante. Dai commenti di Fiona se si raggiunge le cantine, rivela che Ugo fosse un grande intenditore di vini.
Ayla Belli
È la madre di Fiona e la moglie di Ugo, che rimane uccisa nell'incidente automobilistico. Ayla era considerata negativamente da Lorenzo in quanto la reputava la causa dell'allontanamento del suo "figlio". Sul conto della donna si conosce soltanto che in vita è stata un'insegnante come Ugo, e resta altrettanto ignoto se conoscesse la vera natura del marito benché comunque si amavano molto.

## Seguito
Per un periodo si è parlato di sviluppare un seguito, tuttavia il manager Capcom Christian Svensson ha affermato che tale progetto è stato prontamente annullato per motivi organizzativi. Verso il 2012 si tornò a parlare dello sviluppo di un seguito per Haunting Ground, tuttavia non ci furono conferme al riguardo.